# Rashad Wright
Pour les articles homonymes, voir Wright.
Rashad Wright, né le 17 mars 1982 à Statesboro, en Géorgie, est un joueur américain de basket-ball. Il évolue aux postes de meneur et d'arrière.